# 陶家宫镇
陶家宫镇，是中华人民共和国新疆维吾尔自治区哈密市伊州区下辖的一个乡镇级行政单位。

## 行政区划
陶家宫镇下辖以下地区：
陶家宫村、喀尔苏村、黄宫村、新户村、上庄子村、荞麦庄子村、马场村、牙吾龙村、新庄子村和泉水地村。